# Вільянуева-де-Уерва
Вільянуева-де-Уерва (ісп. Villanueva de Huerva) — муніципалітет в Іспанії, у складі автономної спільноти Арагон, у провінції Сарагоса. Населення — 562 особи (2010).
Муніципалітет розташований на відстані близько 250 км на північний схід від Мадрида, 34 км на південь від Сарагоси.

## Демографія
Динаміка населення (INE ):